# Bodziec dyskryminacyjny
Bodziec dyskryminacyjny (bodziec różnicujący) to pojęcie z zakresu teorii warunkowania, w obecności którego zachowanie było wzmacniane w przeszłości. Tym samym, taki bodziec zapowiada wzmocnienie i zwiększa prawdopodobieństwo emisji zachowania.
Przykład: Zielone światło jest bodźcem sygnalizującym, że w jego obecności jesteśmy w stanie bezpiecznie przejść na drugą stronę ulicy (tym samym unikając niebezpieczeństwa jesteśmy wzmacniani negatywnie).